# 共和 (周)
共和（きょうわ）は、周の厲王が逃亡してから宣王が即位するまでの期間を指す。この共和元年から『史記』の十二諸侯年表が始まっている（すなわち、史記の中では最古の年代の記述となる）。西暦では紀元前841年から紀元前828年までとされている。

## 特徴
『史記』周本紀によれば、周の厲王が国人の暴動により出奔を余儀なくされて王が不在となったとき、周定公、召の穆公の二人が政務を執り、「共和」と称したという。また『竹書紀年』によると、厲王の亡命後に「共伯和」が政務を執ったともいう。共伯和は、共国を封地とし伯の爵位を持つ和（か）という名の人物で、衛の武公のことであるとする説もある。
金文には「伯龢（=和）父」「師龢父」の呼称で共伯和の存在が見えるものがあり、周公・召公の共和よりも共伯和の共和のほうが実態に近いと考えられている。
この時期には、王がおらず、諸侯の合議で国政が運営されたため、近世に入り、日本人はこの語『共和』を、同様に王が国家元首でなく、貴族・議員等の有力者の合議で国政を運営する欧州の「res publica」を指す語としても使用した。こうして意味が拡張された『共和』という語は、漢字文化圏全体に広まり一般化し、現在では更に意味が拡張・普遍化され、地域や時代を問わず、世襲の国家元首がいない政体を指して共和制と呼ぶ。